# GNUstep Renaissance
 (octobre 2012).
Si vous disposez d'ouvrages ou d'articles de référence ou si vous connaissez des sites web de qualité traitant du thème abordé ici, merci de compléter l'article en donnant les références utiles à sa vérifiabilité et en les liant à la section « Notes et références ».
GNUstep Renaissance est un framework pour le développement utilisant des fichiers XML pour la description d'environnement graphiques issus d'une application bundle. Il convertit directement ces fichiers en composants natifs et en connexions à l'exécution sur GNUstep ou Mac OS X.
GNUstep Renaissance a été écrit par Nicola Pero comme une alternative aux fichiers NIB et gorm utilisés respectivement par Interface Builder et Gorm. Contrairement aux formats mentionnés précédemment, Renaissance peut générer l'interface à l'exécution sans aucune modification tant sur GNUstep que Mac OS X.  Il utilise une caractéristique dite d'AutoLayout, qui permet de localiser sans avoir à redimensionner manuellement le texte.
Aucun outil graphique pour la génération de tel fichier n'existe à ce jour.

## Example
Un exemple simple de spécification d'une interface :
```
<gsmarkup>
  <objects>
    <menu type="main">
       <menuItem title="Quit" action="terminate:" key="q"/>
    </menu>
    <window id="myWindow" title="Hello, World">
       <vbox>
         <label>Hello, World</label>
         <button title="OK" action="performClose:" target="#myWindow"/>
       </vbox>
    </window>
  </objects>
</gsmarkup>

```

En nommant ce fichier : Sample.gsmarkup, il peut être chargé en Objective-C par ce code:
```
[NSBundle loadGSMarkupNamed:@"Sample" owner:self];

```